# Gymnoscalpellum kurchatovi
Gymnoscalpellum kurchatovi is een rankpootkreeftensoort uit de familie van de Scalpellidae. De wetenschappelijke naam van de soort is voor het eerst geldig gepubliceerd in 1972 door Zevina.